# شمحات

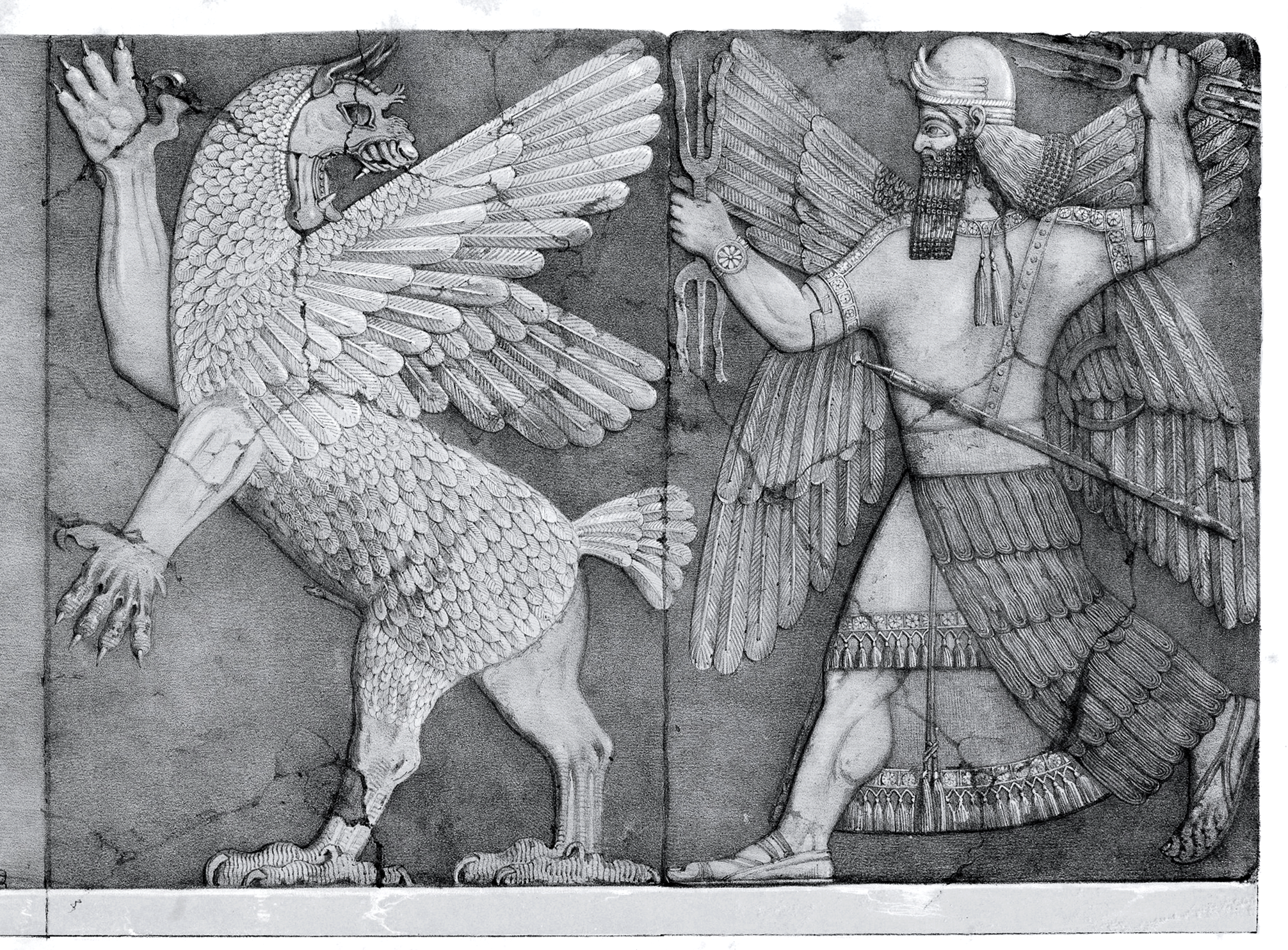
وحش الفوضى وإله الشمس

شمحات أو شمخات، في النسخة البابلية القديمة من جلجامش، هي شخصية نسائية تظهر في اللوح الأول والثاني من ملحمة جلجامش، وهي مذكورة في اللوح السابع. وهي بغي مقدسة تلعب دورًا مهمًا في جعل الرجل البري إنكيدو في اتصال مع الحضارة.

## في الملحمة
تلعب شمحات دورًا أساسيًا في اللوح الأول، لترويض الرجل البري إنكيدو، الذي تم إنشاؤه من قبل الآلهة كمنافس قوي لـجلجامش. شمحات هي عاهرة المعبد المقدس أو هاريمتو. تستخدم جاذبيتها لإغراء إنكيدو من البرية، وتحضّره من خلال الجماع المستمر. لسوء حظ إنكيدو، بعد أن استضاف شمحات «سبعة أيام وسبع ليال»، كان رفاقه السابقون، الحيوانات البرية، يبتعدون عنه خوفًا، في حفرة المياه التي يتجمعون فيها. تقنعه شمحات بأتباعها والانضمام إلى العالم المتحضر في مدينة أوروك، حيث جلجامش هو الملك، رفض حياته السابقة في البرية مع الحيوانات البرية من التلال. من الآن فصاعداً، يصبح جلجامش وإنكيدو أصدقاء مقربين ويخوضون العديد من المغامرات (بدءاً من غابة الأرز ولقاء خومبابا.)
عندما يموت إنكيدو يعبر عن غضبه على شمحات لجعله متحضرًا، يلومها لإحضاره إلى عالم جديد من التجارب التي أدت إلى وفاته. ويلعنها لتصبح منبوذة. يذكر الإله شمش إنكيدو بأن شمحات أطعمته وألبسته. يهدأ إنكيدو ويقول لها أن جميع الرجال سوف يرغبون بها ويقدمون لها هدايا من المجوهرات.

## الأهمية
يعني أسم شمحات حرفياً «الفاتنة». وقد نوقش دورها في جلب إنكيدو من الطبيعة إلى الحضارة من خلال الجنس على نطاق واسع. يجادل ريفكا هاريس بأن «الدور الوسيط للمومس في تحويل إنكيدو من شخص في منزل من الطبيعة والحيوانات البرية إلى إنسان أمر حاسم». وفقاً لرجل الأعمال الكلاسيكي بول فريدريش، فإن مهارات شمحات الجنسية ترسي «العلاقة بين الحس الفكري، أو الحس المتطور والحضارة». تقود إنكيدو من خلال فنونها الجنسية إلى فهم كيف يمكن تحويل حوافز الحيوانات الأساسية إلى شيء متطور، أو «متحضر». بلاد ما بين النهرين أعتقدت بأن الدعارة كانت إحدى السمات الأساسية للحضارة: «ممثل رئيسي للحياة الحضرية». ثم تصبح شمحات «أم» إنكيدو المتحضر، تعلمه أساسيات الحياة المتحضرة، الأكل، شرب الخمر، وأرتداء الملابس بنفسه.